# Eyprepocnemis plorans
Eyprepocnemis plorans (Charpentier, 1825) è un insetto ortottero della famiglia Acrididae.

## Descrizione

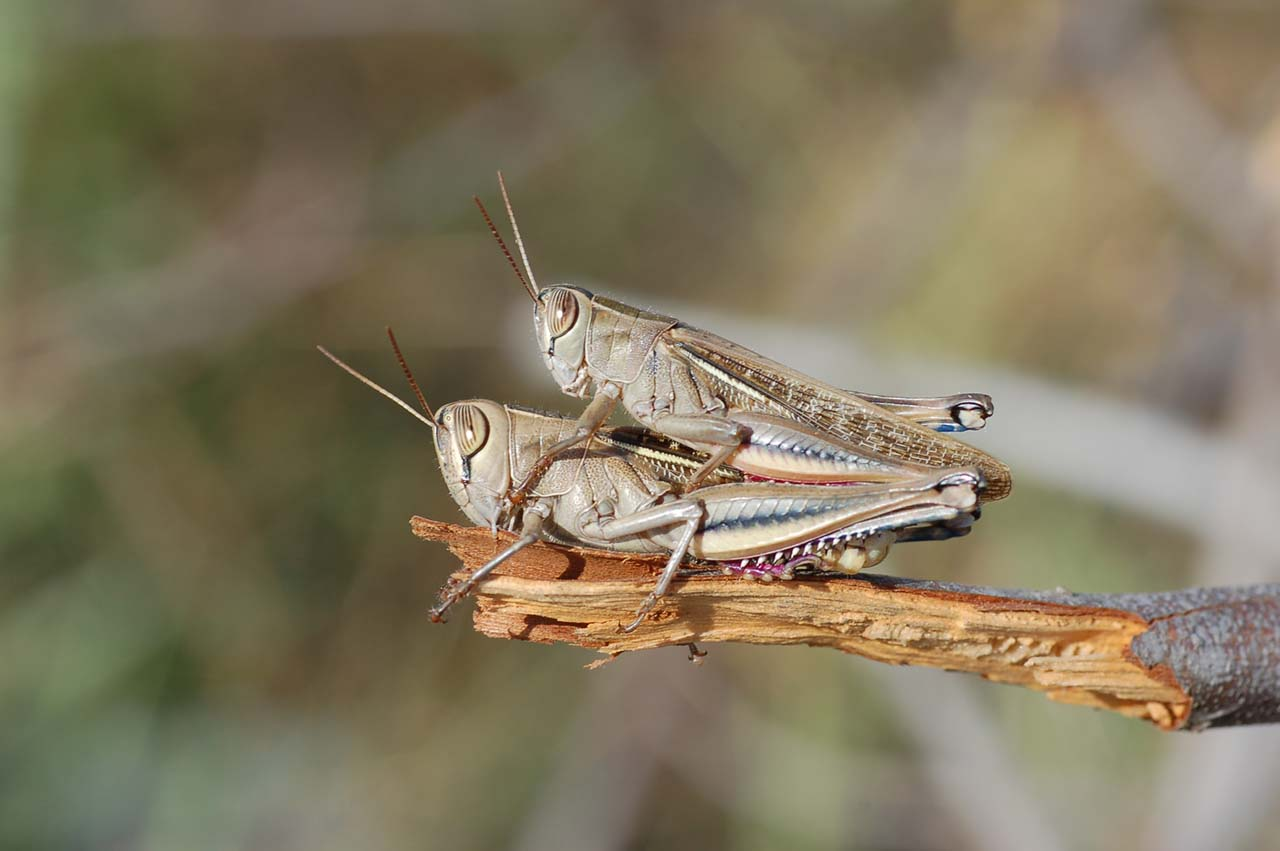
Maschio (sopra) e femmina (sotto)

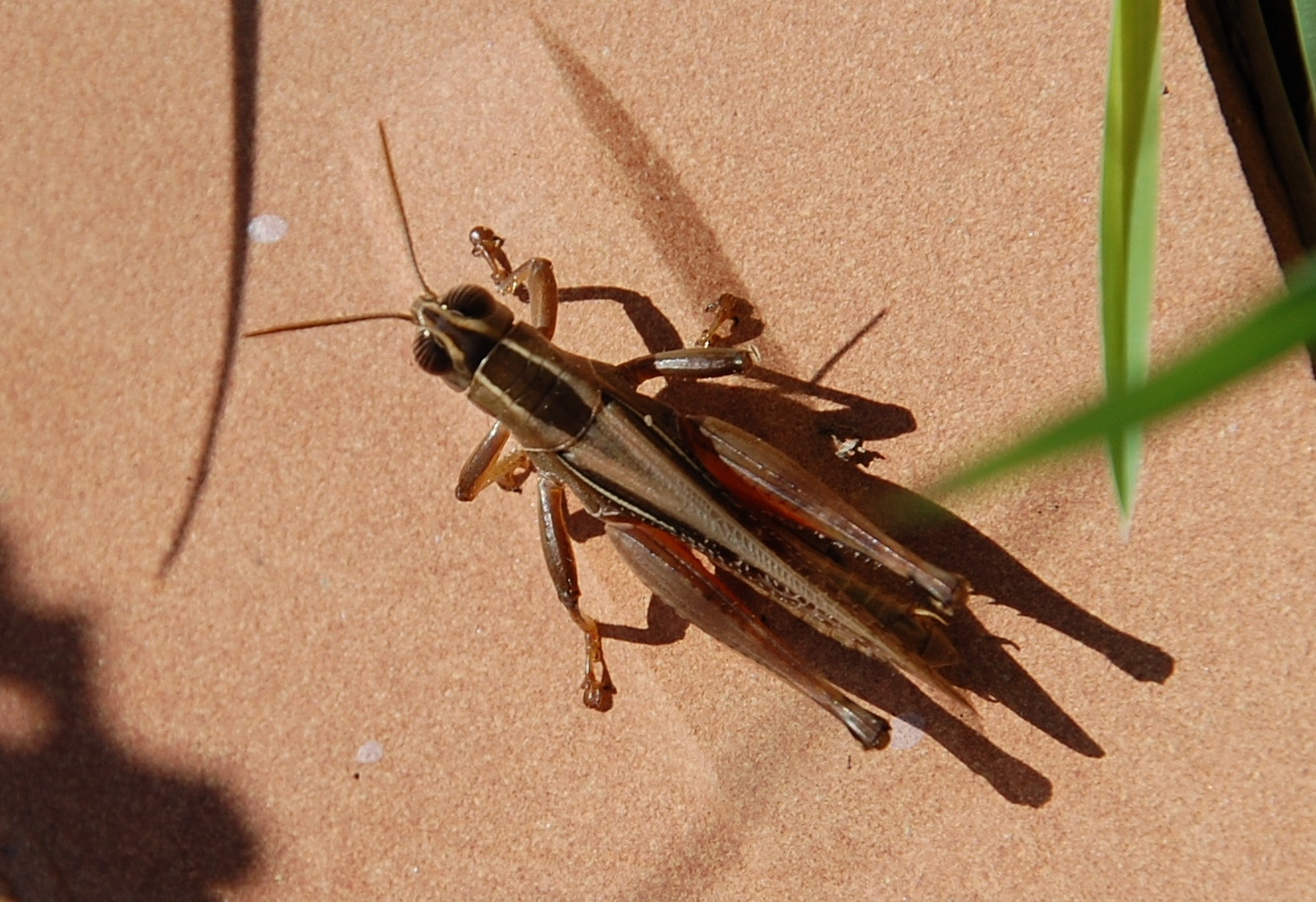
Visione dorsale

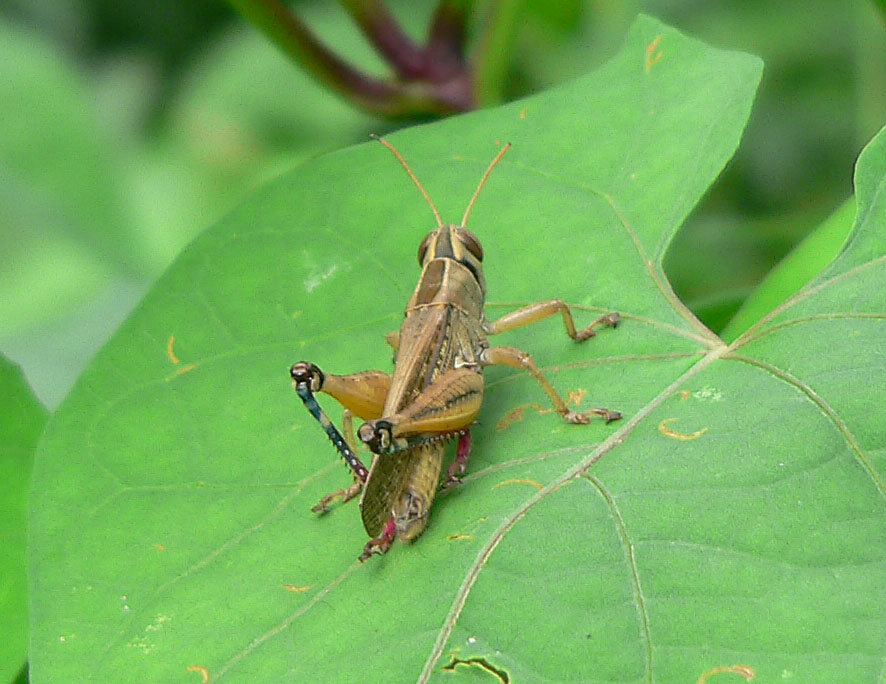
Le zampe posteriori hanno colorazioni vivaci

### Adulto
È una cavalletta di medie dimensioni: le femmine raggiungono una lunghezza di 4-4,5 cm, i maschi hanno dimensioni più ridotte.
La livrea è di colore grigio-brunastro. Il pronoto presenta una banda scura mediana, bordata da striature più chiare, che si prolunga medialmente sul capo. Gli occhi presentano una caratteristica striatura longitudinale, carattere condiviso con altre due specie della sottofamiglia Eyprepocnemidinae, Heteracris annulosa e Heteracris adspersa, oltreché con il più comune Anacridium aegyptium.

I femori posteriori presentano striature dal verde al cobalto al giallo; le tibie posteriori presentano sfumature iridescenti dal rosso all'azzurro al viola, con spine bianche e nere.

## Distribuzione e habitat
Ha un areale molto frammentato che comprende l'Europa meridionale, l'Africa e il Medio Oriente.
In Europa è segnalata nella penisola iberica e nelle Baleari, in Corsica, a Malta, in Macedonia, in Grecia, compreso il Dodecaneso, e a Cipro .

La sua presenza in Italia si riteneva fosse limitata a Sicilia e Sardegna , ma diverse segnalazioni ne attestano la presenza anche sull'isola d'Elba ,  nel Lazio  e in Calabria . 
Predilige gli ambienti aridi e soleggiati.

## Biologia

### Alimentazione
E. plorans è una specie polifaga, poco esigente per quanto riguarda la dieta ed in grado di adattarsi, in base alle disponibilità dell'ambiente, a differenti tipi di associazioni vegetali e di coltivazioni . Tra le specie coltivate particolarmente gradite sono risultate le patate, i fagioli, le barbabietole, i ravanelli e gli spinaci .

### Riproduzione
La specie ha un sistema riproduttivo basato sulla poliandria. La femmina, raccolto lo sperma del maschio, è in grado di conservarlo per circa 60 giorni . Presenta un unico ciclo di riproduzione annuale che inizia in giugno-luglio con l'apertura delle uova e la nascita delle neanidi, che intorno al mese di agosto si sono già sviluppate allo stadio di ninfe. Da settembre a marzo è presente prevalentemente allo stadio immaginale.